# Ministère de l'Économie (Espagne)
Pour les articles homonymes, voir Ministère de l'Économie et des Finances.
Le ministère de l'Économie, du Commerce et des Entreprises (en espagnol : Ministerio de Economía, Comercio y Empresa) est le département ministériel responsable de la politique économique, du commerce et des entreprises en Espagne.
Il est dirigé, depuis le 29 décembre 2023, par l'indépendant Carlos Cuerpo.

## Missions

### Fonctions
Le ministère est responsable de la proposition et de la mise en œuvre des politiques gouvernementales en matière économique, de réformes pour l'amélioration de la compétitivité, du commerce et des entreprises.

### Organisation
Le ministère de l'Économie, du Commerce et des Entreprises s'organise de la manière suivante :
- ministre de l'Économie, du Commerce et des Entreprises
  - secrétariat d'État à l'Économie et au Soutien aux entreprises
    - secrétariat général du Trésor et du Financement international
      - direction générale du Trésor et de la Politique financière
      - direction générale du Financement international

    - direction générale de la Politique économique
    - direction générale de l'Analyse macroéconomique
    - direction générale des Assurances et des Fonds de pension

  - secrétariat d'État au Commerce
    - direction générale du Commerce international et des Investissements
    - direction générale de la Politique commerciale

  - sous-secrétariat de l'Économie, du Commerce et des Entreprises
    - secrétariat général technique.

## Histoire
Le ministère est né aux débuts de la IIe République, en 1931, sous le nom de ministère de l'Économie, avant de devenir le ministère de l'Économie nationale (Ministerio de Economía Nacional). Toutefois, il disparaît dès 1933 et est remplacé par le ministère de l'Industrie et du Commerce (Ministerio de Industria y Comercio). En 1937, il est fusionné avec le ministère des Finances (Ministerio de Hacienda) et forme alors le ministère des Finances et de l'Économie (Ministerio de Hacienda y Economía).
Séparé des Finances après la prise de pouvoir de Francisco Franco, il reprend son nom de ministère de l'Industrie et du Commerce entre 1936 et 1951, avant d'être scindé (de nouveau) en deux. Il faut attendre le 4 juillet 1977 et le début de la Transition démocratique pour voir le retour du ministère de l'Économie, qui n'exerce toutefois pas de compétences sur l'industrie, l'énergie, le commerce et le tourisme. En 1980 il devient compétent en matière commerciale et devient alors le ministère de l'Économie et du Commerce (Ministerio de Economía y Comercio).
Peu après, le 3 décembre 1982, il est de nouveau uni au ministère des Finances pour constituer le ministère de l'Économie et des Finances (Ministerio de Economía y Hacienda). Les deux départements sont séparés en 2000, avant d'être de nouveau rassemblés en un seul quatre ans plus tard. Avec le retour du Parti populaire (PP) au pouvoir en 2011, il est rétabli et voit ses compétences élargies à la politique scientifique, par absorption du ministère de la Science. Il récupère en 2016 les compétences liées à la politique industrielle par scission du ministère de l'Industrie, de l'Énergie et du Tourisme.
Avec le troisième gouvernement Sánchez, le 21 novembre 2023 le ministère change de nom pour devenir le ministère de l'Économie, du Commerce et des Entreprises. Il récupère ainsi la compétence du commerce qui était rattachée au ministère de l'Industrie, du Commerce et du Tourisme depuis 2018.

## Titulaires à partir de 1977
| Nom                                                                   | Nom                                                                 | Dates du mandat | Dates du mandat | Parti | Gouvernement(s)         |
| --------------------------------------------------------------------- | ------------------------------------------------------------------- | --------------- | --------------- | ----- | ----------------------- |
|                                                                       | Enrique Fuentes Quintana (Vice-président du gouvernement)           | 05/07/1977      | 28/02/1978      | Aucun | Suárez II               |
|                                                                       | Fernando Abril Martorell (Vice-président du gouvernement)           | 28/02/1978      | 01/03/1979      | UCD   | Suárez II               |
|                                                                       | José Luis Leal Maldonado                                            | 06/04/1979      | 09/09/1980      | UCD   | Suárez III              |
|                                                                       | Juan Antonio García Díez (Vice-président du gouvernement 1981-1982) | 09/09/1980      | 28/10/1982      | UCD   | Suárez III Calvo-Sotelo |
|                                                                       |                                                                     |                 |                 |       |                         |
|                                                                       | Rodrigo Rato (Vice-président du gouvernement)                       | 28/04/2000      | 14/03/2004      | PP    | Aznar II                |
|                                                                       |                                                                     |                 |                 |       |                         |
|                                                                       | Luis de Guindos                                                     | 22/12/2011      | 08/03/2018      | Aucun | Rajoy I et II           |
|                                                                       | Román Escolano                                                      | 08/03/2018      | 06/06/2018      | Aucun | Rajoy II                |
|                                                                       | Nadia Calviño (Vice-présidente du gouvernement en 2020)             | 07/06/2018      | 29/12/2023      | Aucun | Sánchez I, II et III    |
|                                                                       | Carlos Cuerpo                                                       | 29/12/2023      | En fonction     | Aucun | Sánchez III             |
| Titres successifs : - Depuis 2023 : Économie, Commerce et Entreprises |                                                                     |                 |                 |       |                         |

## Identité visuelle (logotype)

Logo du ministère de l'Économie et de la Compétitivité entre 2011 et 2018.
Logo du ministère de l’Économie et des Entreprises entre 2018 et 2020.
Logo du ministère des Affaires économiques et de la Transformation numérique depuis 2020.